# Vaughan-Gletscher
Der Vaughan-Gletscher ist ein 16 km langer Gletscher im westantarktischen Marie-Byrd-Land. In den Hays Mountains fließt er vom Mount Vaughan in östlicher Richtung zum Scott-Gletscher, den er unmittelbar südlich des Taylor Ridge erreicht.
Der United States Geological Survey nahm anhand eigener Vermessungen und Luftaufnahmen der United States Navy aus den Jahren von 1960 bis 1964 eine Kartierung vor. Das Advisory Committee on Antarctic Names benannte den Gletscher 1967 im Kontext zur Benennung des Mount Vaughan, dessen Namensgeber Norman Vaughan ist.